# Robertus emeishanensis
Robertus emeishanensis är en spindelart som beskrevs av Zhu 1998. Robertus emeishanensis ingår i släktet fuktspindlar, och familjen klotspindlar. Inga underarter finns listade i Catalogue of Life.